# Daniel Evans (poeta)
Daniel Evans (ur. 1792, zm. 1846) – walijski duchowny i poeta, znany jako Daniel Ddu o Geredigion. Uczył się w Lampeter grammar school pod kierunkiem Eliezera Williamsa. Potem studiował w Jesus College w Oksfordzie. Przez krótki czas był kapelanem w Royal Military Asylum w Northampton. Ze względu na zły stan zdrowia powrócił do domu rodziców i nie podjął się już żadnej funkcji. Opublikował wiele tomików poetyckich w języku walijskim. Odebrał sobie życie 26 marca 1846 roku. Pochowany został na cmentarzu w Pencarreg.